# Нідана
Нідана — у буддизмі — одна з дванадцяти ланок взаємозалежного походження.
1. Необізнаність: Ми не усвідомлюємо істинну природу розуму. Ми віримо у реально існуючого «Себе».
2. Формування, дія: Ця необізнаність призводить до бентежних емоцій, які викликають дії. Ці спотворюючі дії залишають відбитки у потоці нашої свідомості (карма). У відповідних умовах ці відбитки проявляться й сформують наше майбутнє існування.
3. Свідомість: Потік свідомості несе відбитки і дозволяє їм дозрівати
4. Ім'я та форма: Звички з колишніх існувань змушують нас вважати «Себе» складеним із тіла (форми) та ментальних дій (ім'я) (Скандхи)
5. Базове сприйняття: Воно є частиною «форми» і діє як двері в зовнішній світ
6. Контакт: у цій ланці встановлюється контакт між свідомістю та об'єктом.
7. Відчуття: Контакт з приємними об'єктами призводить до приємних відчуттів, контакт із неприємними об'єктами призводить до неприємних відчуттів.
8. Прив'язаність: Відчуття призводять до прив'язаності (бажання)
9. Спроба втримати, чіпляння: Ми намагаємося отримати об'єкти нашого бажання або намагаємося уникнути їх. Це призводить до подальших відбитків у свідомості.
10. Становлення: Після смерті відбитки у свідомості ведуть до нового існування
11. Народження: Відповідно до відбитків (карма) ми приймаємо народження.
12. Старіння та смерть: Після народження ми стаємо все старішими та старішими і врешті-решт помираємо.